# فرسان الأقصى
فرسان الأقصى (بالإنجليزية: Fursan al-Aqsa Knights of al-Aqsa mosque)‏ هي لعبة تصويب منظور الشخص الأول و تصويب منظور الشخص الثالث تتناول الصراع بين اسرائيل وفلسطين من منظور فلسطيني، يلعب فيها الشخصية الرئيسية (أحمد) في مهام عبر فلسطين مع مجموعة من الأهداف لإنجازها وخوض المعارك وقيادة المركبات، تم تطوير هذه اللعبة من قبل البرازيلي من أصول فلسطينية نضال نجم.

## قصة اللعبة
تدور أحداث قصة اللعبة حول شاب يدعى أحمد الفلسطيني الذي تعرض "للتعذيب والسجن ظلماً" من الجيش الإسرائيلي لمدة خمس سنوات وفقد عائلته في غارة جوية للجيش الإسرائيلي، وهو فلسطيني محرر من السجن، خرج لاستعادة وطنه من خلال الإنضمام إلى فرسان الأقصى، وهي حركة مقاومة فلسطينية جديدة.

## ردود فعل اسرائيلية
- طالب عضو الكنيست إيتمار بن غفير، الوزارات الاسرائيلية التدخل من أجل عدم نشر "اللعبة المعادية للسامية".  حيث قال: "على وزارتي الخارجية والعدل بذل الجهود والتدخل إزاء الجهات في البرازيل من أجل عدم السماح بنشر هذه اللعبة المحرّضة على القتل".[6]
- وزير القضاء الإسرائيلي جدعون ساعر طالب إدارة موقع يوتيوب بإزالة فيديو ترويجي للعبة من الشبكة بأكملها، مما جعل يوتيوب يقرر إزالة إمكانية مشاهدة الفيديو داخل إسرائيل فقط [4]
- هيئة البث الإسرائيلية كان تنشر تقرير حول لعبة فرسان الاقصى، وجاء فيه: أن لعبة فيديو جديدة اسمها "فرسان الأقصى" تحاكي عمليات كر وفر بين مقاومين فلسطينيين وجنود اسرائيليين، عنوانها "فدائي" [7]

## وصلات خارجية
الموقع الرسمي
صفحة اللعبة على متجر steam
موقع مطور اللعبة